# 22 Pułk Ułanów Podkarpackich
22 pułk Ułanów Podkarpackich (22 puł) – oddział kawalerii Wojska Polskiego II Rzeczypospolitej.
Jednostka powstała w listopadzie 1920 w wyniku połączenia 212 ochotniczego pułku Ułanów Lubelskich i 209 ochotniczego pułku Ułanów Podkarpackich. Od czerwca 1924 do1939 stacjonowała w Brodach. W czasie kampanii wrześniowej pułk walczył w składzie macierzystej Kresowej Brygady Kawalerii, a potem w składzie Grupy „Chełm”.

## Walki antenatów pułku w 1920
Latem 1920, w ramach Armii Ochotniczej, utworzono między innymi 2 Lubelski i 3 Siedlecki pułki jazdy ochotniczej. Dywizjony obu pułków weszły w skład Brygady Jazdy Ochotniczej mjr. Feliksa Jaworskiego. W związku z postępami ofensywy sowieckiego Frontu Zachodniego, część  3 Siedleckiego pułku jazdy ochotniczej formowana w Mińsku Mazowieckim została przesunięta w rejon Sochaczewa. 9 sierpnia nastąpiła koncentracja oddziałów Grupy Jazdy Ochotniczej mjr. Jaworskiego w rejonie Kurów – Puławy, skąd szwadrony przeszły w rejon wyjściowy do działań w ramach grupy uderzeniowej Frontu Środkowego.

16 sierpnia, rozpoczęła się kontrofensywa znad Wieprza. Grupa Jazdy mjr. Jaworskiego nacierała na styku 3. i 4 Armii dwoma kolumnami w kierunku Firlej – Hock – Radzyń Podlaski. Straż przednią stanowił  3/2 Lubelskiego pułku jazdy ochotniczej, a kolumnę boczną ubezpieczał jego 1 szwadron.    

Ubezpieczenia kolumny bocznej starły się z nieprzyjacielem pod Annówką i odrzuciły go. Grupa nadal z powodzeniem prowadziła działania na kierunku Radzyń – Miedzyrzec Podlaski. 17 sierpnia zajęto Międzyrzec i wzięte  50 jeńców. W potyczce zginął też dowódca sowieckiego 508 pułku  strzelców. W kolejnych dniach 3 szwadron por. Władysława Trzaski- Jarzyńskiego zajął Mordy biorąc do niewoli około 200 jeńców, zdobył  liczne tabory i nadal kontynuował pościg w kierunku na Łosice.

Kolejnym zadaniem grupy było, we współdziałaniu z 1 Dywizją Piechoty Legionów, opanować przeprawy na Bugu w rejonie Tonkiele – Frankopol. Dowódca Grupy zdecydował prowadzić pościg dwoma kolumnami. Prawoskrzydłowa kolumna dowodzona osobiście przez mjr. Feliksa Jaworskiego opanowała przed świtem 18 sierpnia przeprawę na Bugu w wyznaczonym rejonie, a następnie folwark Frankopol. Tym sposobem od przepraw  odcięta została cześć oddziałów sowieckich. Ich gwałtowne kontrataki zostały powstrzymane szarżą 1 szwadronu 2 Lubelskiego pułku jazdy ochotniczej por. Scieżyńskiego.    
Rano 18 sierpnia lewoskrzydłowa kolumna Grupy dowodzona przez rtm. Pietraszewskiego opanowała Skrzeszew, odcinając tym samym kolejne oddziały sowieckie od przeprawy w rejonie Frankopola. Jednak Sowieci j z powodzeniem kontratakowali, a szwadrony rtm. Pietraszewskiego zmuszone zostały do wycofania się w kierunku na Rudniki. Tu nastąpiła koncentracja Grupy i obie kolumny ponownie zaatakowały Frankopol i Skrzeszów. W szeregi sowieckie wkradła się panika, a 2., 7. i 21 Dywizja Strzelców, oraz resztki  8., 10. i 57 Dywizji Strzelców zmieniły kierunek odwrotu na Granne i Nur. W czasie walk w rejonie Skrzeszewa wzięto do niewoli ponad 1000 jeńców, zdobyto 4 sztandary, 11 dział i 9 karabinów maszynowych.
22 sierpnia Grupa mjr. Jaworskiego wznowiła natarcie. W tym dniu opanowano Brańsk, a następnie kontynuowano pościg na kierunku Suraż – Białystok – Augustów – Suwałki.
Pogarszający się stan koni i zmęczenie ludzi spowodował, że oddziały jazdy ochotniczej wycofano z frontu i skoncentrowano w Grajewie. Skąd 19 września przewieziono je transportami kolejowymi do Międzyrzeca i Radzymina Podlaskiego i tu nastąpiła ich reorganizacja.

### Kawalerowie Virtuti Militari
Żołnierze 2 Lubelskiego pułku jazdy ochotniczej  odznaczeni Krzyżem Srebrnym Orderu Virtuti Militari za wojnę 1920
| por. Wiktor Czarnecki   | kpr. Witold Fałęcki  |
| wachm. Zygmunt Jaworski | ułan Edward Rudnicki |
| por. Zenon Sierzycki    |                      |

## Pułk w okresie pokoju

### Formowanie i podporządkowanie

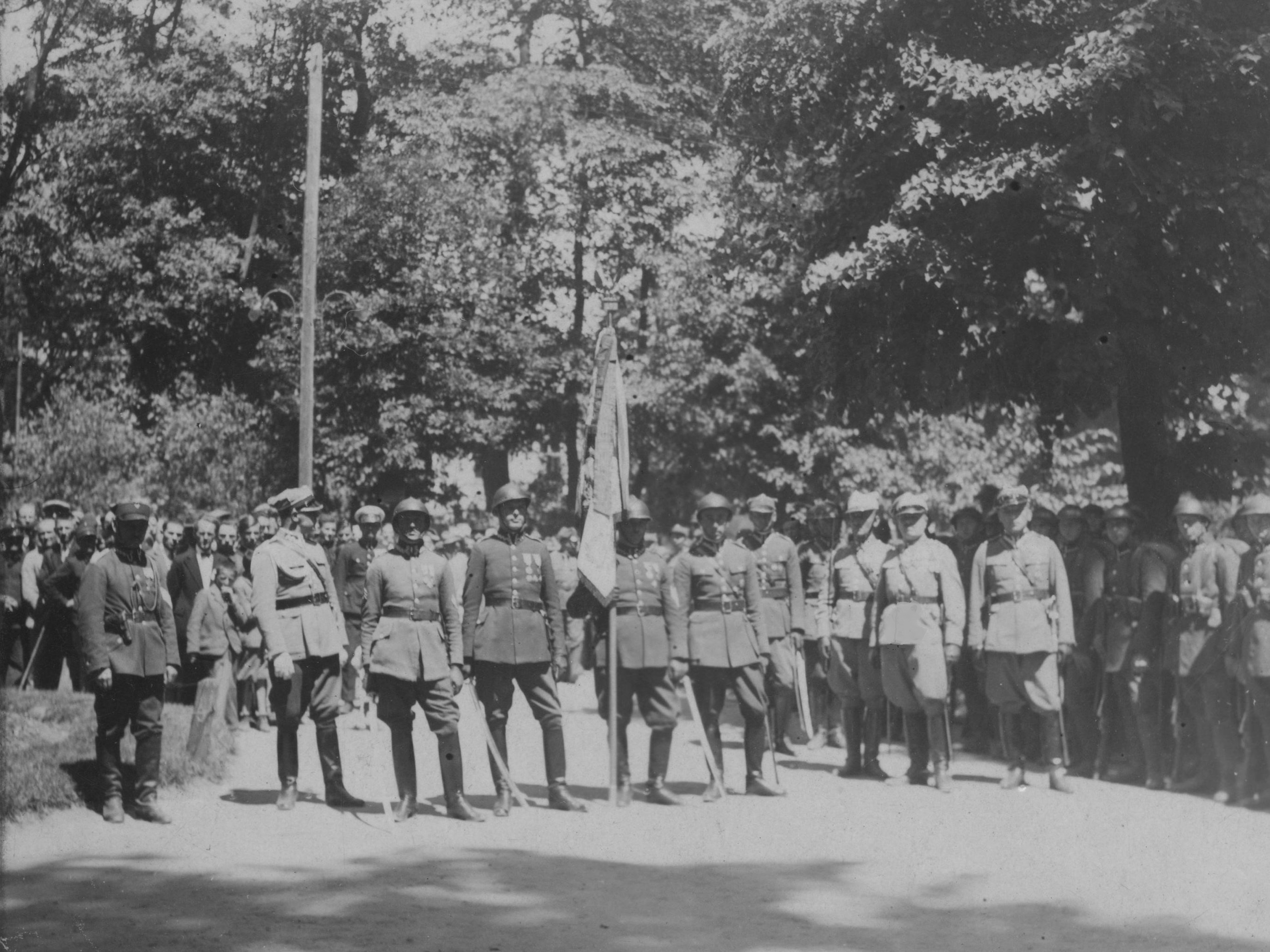
Święto 22 pułku Ułanów Podkarpackich w Brodach, fragment defilady; lipiec 1931

23 września w rejonie Międzyrzeca i Radzymina Podlaskiego zmęczone walkami  pododdziały 2 Lubelskiego i 3 Siedleckiego pułku jazdy ochotniczej przechodziły reorganizację. Żołnierze pułków ochotniczych stanowili uzupełnienie dla tworzonego wówczas 19 pułku Ułanów Wołyńskich, IV dywizjonu 1 pułku strzelców konnych, a część z nich utworzyła 212 ochotniczy pułk Ułanów Lubelskich.
W tym czasie, w sierpniu i wrześniu 1920, w folwarku majątku dworskiego w miejscowości Nowosielce-Gniewosz, przemysłowiec lwowski, rotmistrz Henryk Towarnicki formował 209 ochotniczy pułk ułanów. 10 września stan pułku wynosił 11 oficerów, 71 podoficerów, 262 szeregowców oraz 95 koni wierzchowych i 55 koni taborowych. Przeprowadzona tego dnia przez Okręgowego lnspektora Armii Ochotniczej kontrola wykazała wiele braków w dziedzinie organizacji i wyszkolenia pułku. Następstwem kontroli był rozkaz ministra spraw wojskowych gen. Kazimierza Sosnkowskiego o reorganizacji pułku i przemianowaniu go z ochotniczego na etatowy 209 pułk Ułanów Podkarpackich. Jego dowódcą został mianowany płk Władysław Belina-Prażmowski, a zastępcą rtm. Towarnicki. Na początku października pułk liczył 15 oficerów, 88 podoficerów, 88 podoficerów i 415 szeregowców oraz 261 koni wierzchowych i 69 koni taborowych. Brakowało rzędów wierzchowych i uzbrojenia.

7 października 1920 podkarpacki pułk zajął koszary w Przemyślu na Bakończycach. W dniach od  8 do 14 listopada do koszar na Bakończycach został przewieziony 212 pułk ułanów. Tu nastąpiło scalenie obu oddziałów. 209 pułk ułanów wydzielił ze swego składu I dywizjon, a  212 puł. – II dywizjon. Nowo powstała jednostka przyjęła nazwę – 22 pułk Ułanów Podkarpackich.
W latach 1921–1924 pułk wchodził w skład X Brygady Jazdy, a po reorganizacji w 1924, wraz ze zmianą terminu „jazda” na „kawaleria”, pułk wszedł w skład 6 Samodzielnej Brygady Kawalerii.

W ramach reorganizacji kawalerii przeprowadzonej  latem 1930, pułk wszedł w podporzadkowanie nowej 2 Samodzielnej Brygady Kawalerii. Do Brodów przeniosło się też dowództwo brygady, a pułk stał się oddziałem gospodarczym dla dowództwa i sztabu swej macierzystej brygady. Wiosną 1937 nastąpiła kolejna reorganizacja. Dotychczasowa 2 Samodzielna Brygada Kawalerii otrzymała nazwę Kresowa Brygada Kawalerii, a pułk pozostał w jej składzie.

### Zakwaterowanie
Pułk powstał 24 listopada 1920 w koszarach artyleryjskich w Przemyślu na Bakończycach. W 1921 jeden z jego szwadronów  stacjonował w koszarach kawaleryjskich w Samborze. 23 października 1921 dowództwo, oddział sztabowy, kadra szwadronu zapasowego oraz 1 szwadron i szwadron ckm odeszły do Hruszowa, 3 szwadron do Jaworowa, natomiast 2. i 4 szwadron do Żurawicy. Już 9 grudnia 1921 dokonano zamiany miejsc postoju 3. i 4. szwadronu, a przed kwietniem 1922 kadrę szwadronu zapasowego przeniesiono z Hruszowa do Żurawicy. 20 kwietnia 3 szwadron przeniesiono z Żurawicy do Hruszowa, 2 szwadron do Koszar Górnych w Radymnie, a kadrę szwadronu zapasowego do Koszar Dolnych w Radymnie. Do Koszar Górnych przeniosło się też dowództwo pułku oraz część oddziału sztabowego. Druga jego część, a także szwadron ckm pozostały w Hruszowie.
Ostatecznym garnizonem 22 pułku ułanów stały się Brody. 21 maja 1924 wyjechała do Brodów grupa przygotowawcza. Do Brodów miała trafić większość pododdziałów, z wyjątkiem 3 szwadronu, kadry szwadronu zapasowego oraz magazynów mobilizacyjnych, dla których planowano miejsce postoju w Złoczowie. Przedłużające się prace remontowe wymusiły jednak zmianę tych zamierzeń, a pułk zmuszony był niemal całe lato 1924 spędzić na placach ćwiczeń. Cały pułk skoncentrował się wówczas w Jaworowie i w okolicach, a następnie przemaszerował w okolice Podhorzec. W czerwcu do Koszar „Na Jurydyce" przeniosła się jedynie drużyna dowódcy pułku, a kadra szwadronu zapasowego kwaterowała w Złoczowie.
Manewry zakończyły się 15 września, ale z powodu trwającego nadal remontu Koszar „Na Jurydyce" pułk musiał pozostać na kwaterach polowych. Do koszar wprowadziło się jedynie dowództwo pułku. 1 szwadron rozlokował się w Ponikowicy, 2 szwadron w Koniuszkowie, 3 szwadron w Gajach Dytkowieckich, 4 szwadron w Gajach Smoleńskich, szwadron ckm w Dytkowcach.

W miarę postępującego remontu koszar, do Brodów sprowadzano kolejne pododdziały. Wiosną 1925 stacjonowały w nich szwadrony: 2., 3., 4. i jeden pluton szwadronu ckm. Tam również uruchamiano co roku szkołę podoficerską ckm. 1 szwadron kwaterował najpierw w Hłuszynie, a następnie w Hołoskowicach, a reszta szwadronu ckm  w Dytkowcach. Po zakończeniu ćwiczeń letnich 2 września 1925 poza koszarami pozostały: po jednym plutonie 2. i 3 szwadronu w Jazłowczyku, 1 szwadron w Folwarkach Wielkich, szwadron ckm w Dytkowcach. Z początkiem grudnia  wszystkie te oddziały ściągnięto do Brodów, a 4 szwadron wysłano do Zabłociec, natomiast pluton łączności do Krupca. 11 stycznia 1926 do Krupca przeszedł też  4 szwadron.15 maja 4 szwadron przeniósł się do Gajów Dytkowieckich. Po zakończeniu ćwiczeń letnich, 16 września 4 szwadron nadal nie miał swojego miejsca w koszarach i skierowany został do Koniuszkowa. Dopiero  22 listopada wszystkie pododdziały liniowe znalazły się w Koszarach „Na Jurydyce". Jedynie szwadron zapasowy stacjonował  w Złoczowie.

### Święto pułkowe
Początkowo święto pułkowe obchodzono 19 sierpnia w rocznicę boju pod Skrzeszewem. Z uwagi na to, że w sierpniu jednostka przebywała na obozie letnim święto przeniesiono na dzień 22 czerwca. 19 maja 1927 minister spraw wojskowych, marszałek Polski Józef Piłsudski ustanowił dzień 28 czerwca, jako datę święta pułkowego.

Pułk czynił starania o uzyskanie szefostwa honorowego księcia Jeremiego Wiśniowieckiego. Pomimo braku zgody naczelnych władz wojskowych, pułk nieoficjalnie używał nazwy 22 pułk Ułanów Podkarpackich im. Księcia Jeremiego Wiśniowieckiego, co potwierdzała treść tablicy z nazwą pułku, umieszczonej na bramie koszar w Brodach.

### Wydarzenia
Pod koniec grudnia 1920 dywizjon pod dowództwem podpułkownika Władysława Antoniego Rozlau w składzie 1 i 2 szwadronu z półszwadronem karabinów maszynowych został skierowany nad granicę polsko-radziecką. W czerwcu 1923 dywizjon zakończył działania nad granicą. 6 grudnia 1923 na stanowisko dowódcy „Dyonu Hruszów” został przeniesiony major Leon Rajner-Kotulski.

### Konie
Konie starano się grupować według maści w poszczególnych pododdziałach według następującego schematu: 1. i 2 szwadron – jasne kasztany, 3 szwadron – ciemne kasztany 4 szwadron – brudne kasztany, szwadron ciężkich karabinów maszynowych – brudne kasztany i gniade, pluton łączności oraz pluton trębaczy – konie maści siwej. Przez pewien czas znaczkowy pocztu dowódcy pułku  jeździł na koniu srokatym.

### Mobilizacja
| Pułk w planie mobilizacyjnym „S”          | Pułk w planie mobilizacyjnym „S” | Pułk w planie mobilizacyjnym „S” |
| Nazwa pododdziału                         | Termin                           | Miejsce mobilizacji              |
| ----------------------------------------- | -------------------------------- | -------------------------------- |
| dowódca pułku z drużyną                   | alarm                            | Brody                            |
| pluton łączności                          | alarm                            | Brody                            |
| 1÷4 szwadrony                             | alarm                            | Brody                            |
| szwadron karabinów maszynowych            | alarm                            | Brody                            |
| Kwatera Główna nr 114 (I eszelon)         | alarm                            | Brody                            |
| drużyna dowódcy dywizjonu kawalerii nr 42 | 7                                | Złoczów                          |
| szwadron kawalerii nr 1/42                | 7                                | Złoczów                          |
| pluton ckm nr 42                          | 7                                | Złoczów                          |
| szwadron kawalerii nr 2/42                | 10                               | Złoczów                          |
| kolumna taborowa nr 673                   | 6                                | Złoczów                          |
| kolumna taborowa nr 683                   | 12                               | Złoczów                          |
| Kwatera Główna nr 114 (II eszelon)        | 4                                | Brody                            |
| poczta polowa nr 36                       | 4                                | Brody                            |
| sąd polowy nr 114                         | 4                                | Brody                            |
| uzupełnienie pułku do czasu „W”           | 5                                | Brody                            |
| szwadron marszowy 1/22 puł                | 18                               | Brody                            |
| pluton marszowy nr 1/42                   | 30                               | Brody                            |
| szwadron zapasowy                         | do 15                            | Brody                            |

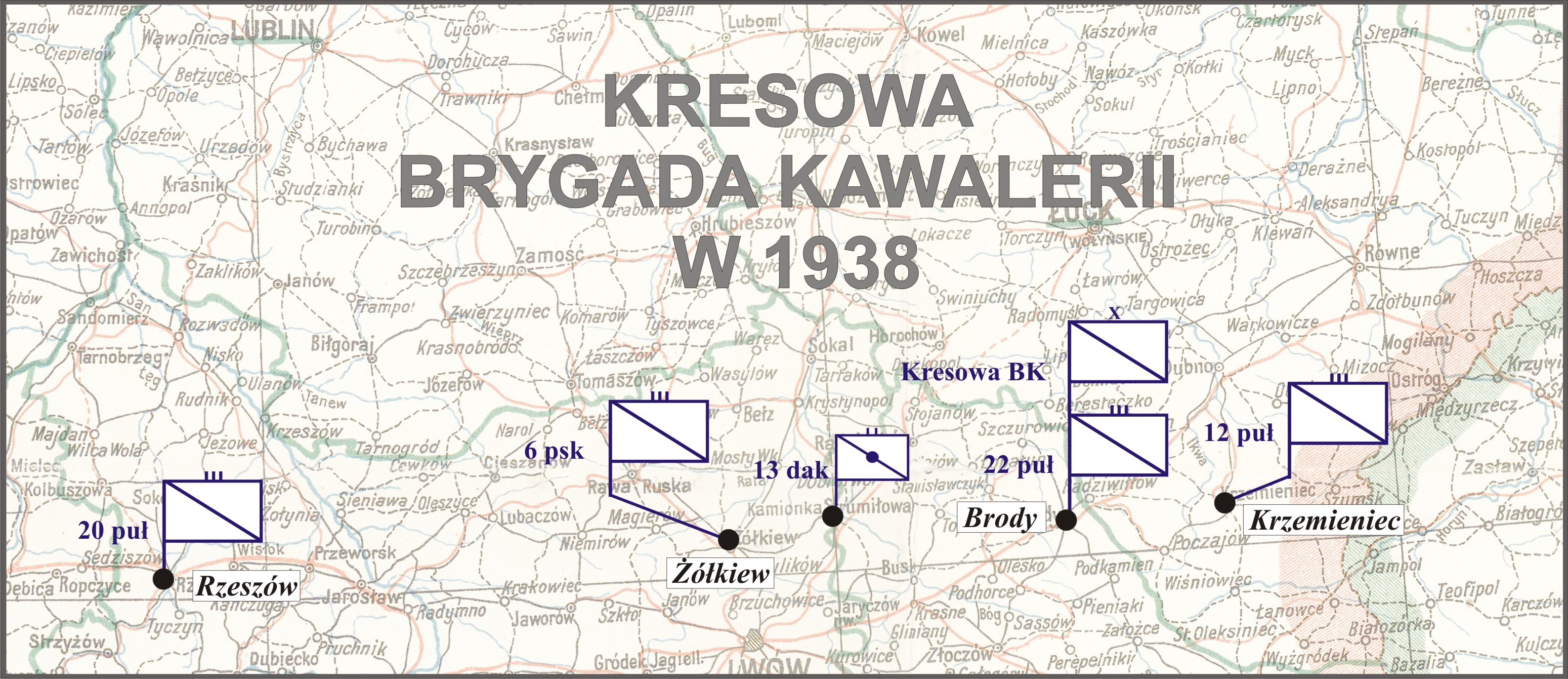

Z zapisów dziennika dowódcy Okręgu Korpusu Nr VI we Lwowie, gen. bryg. Władysława Langnera wynika, że „w nocy z 19/20 sierpnia 1939 skradziono z magazynu mobilizacyjnego jednego ze szwadronów 22 pułku kawalerii w Brodach dwa karabiny maszynowe. Wysłałem natychmiast na miejsce komisję w składzie prokuratora, szefa wywiadu oraz dowódcę plutonu żandarmerii ze Stanisławowa dla wykrycia sprawców. Po dokładnym sprawdzeniu ewidencji jeden z wartowników owej nocy miał zaznaczone, że jest podejrzany o należenie do organizacji bojowej ukraińskiej. Dzięki sprężystej akcji żandarmerii po kilku dniach karabiny maszynowe odnaleziono ukryte w stodole w rejonie Krasne”.
| Obsada personalna i struktura organizacyjna w marcu 1939 | Obsada personalna i struktura organizacyjna w marcu 1939 |
| Stanowisko                                               | Stopień, imię i nazwisko                                 |
| -------------------------------------------------------- | -------------------------------------------------------- |
| dowódca pułku                                            | płk dypl. Władysław Płonka                               |
| I zastępca dowódcy                                       | mjr dypl. Romuald Stankiewicz                            |
| adiutant                                                 | rtm. Zygmunt Urbanowicz *                                |
| lekarz medycyny                                          | por. lek. Henryk Suchnicki                               |
| lekarz weterynarii                                       | kpt. Stefan Polankiewicz                                 |
| młodszy lekarz weterynarii                               | ppor. rez. pdsc. Stefan Leśniak                          |
| II zastępca dowódcy (kwatermistrz)                       | mjr Mieczysław Kozanecki                                 |
| oficer mobilizacyjny                                     | rtm. Bolesław Rymsza                                     |
| zastępca oficera mobilizacyjnego                         | rtm. adm. (kaw.) Stefan Jan Weiss                        |
| oficer administracyjno-materiałowy                       | rtm. Wincenty Ośmiałowski                                |
| dowódca szwadronu gospodarczego                          | rtm. Zygmunt Urbanowicz (*)                              |
| oficer gospodarczy                                       | kpt. int. Henryk Franciszek Jaracz                       |
| oficer żywnościowy                                       | por. Jan Fijałkowski                                     |
| dowódca plutonu łączności                                | por. Stanisław Szczepan                                  |
| dowódca plutonu kolarzy                                  | ppor. Jan Bolesław Kulczycki                             |
| dowódca plutonu ppanc.                                   | por. Stanisław Zbigniew Kuczera                          |
| dowódca 1 szwadronu                                      | p.o. ppor. Wacław Józef Zdyb                             |
| dowódca plutonu                                          | ppor. Józef Wania                                        |
| dowódca 2 szwadronu                                      | rtm. Leon Podrez                                         |
| dowódca plutonu                                          | por. Leopold Zimmer                                      |
| dowódca 3 szwadronu                                      | p.o. por Kazimierz Józef Witold Łopuszański              |
| dowódca plutonu                                          | ppor. Jan Wacław Kaciuba                                 |
| dowódca 4 szwadronu                                      | rtm. Stanisław Franciszek Głowiński                      |
| dowódca plutonu                                          | ppor. Józef Stanisław Gajewski                           |
| dowódca plutonu                                          | ppor. Andrzej Rejmański                                  |
| dowódca szwadronu km                                     | rtm. Leopold Letyński                                    |
| dowódca plutonu                                          | por. Jan Baptysta Pawłowski                              |
| dowódca plutonu                                          | por. Leopold Jerzy Donhöffner                            |
| dowódca plutonu                                          | ppor. Jacek Edward Bielawski                             |
| dowódca szwadronu zapasowego                             | rtm. Tadeusz Szenk                                       |
| zastępca dowódcy                                         | vacat                                                    |
| na kursie                                                | rtm. Bazyli Marcisz                                      |
| na kursie                                                | rtm. Czesław Florkowski                                  |
| na kursie                                                | por. Rudolf Józef Plocek                                 |
| Szkoła podoficerska ckm Kresowej BK                      |                                                          |
| komendant szkoły                                         | rtm. Olgierd Jan Suryn (12 puł)                          |
| Instruktor                                               | ppor. Stanisław August Batycki (6 psk)                   |

## Działania zbrojne
Kampanię wrześniową pułk odbył w składzie Kresowej Brugady Kawalerii.  W pierwszych dniach września prowadził działania opóźniające. 7 września przebijał się pod Lućmierzem przez pierścień niemieckiego okrążenia. Działając bez 4 szwadronu, wzmocniony 1. i 2 baterią 13 dywizjonu artylerii konnej, ubezpieczał brygadę od północy. W trakcie nocnego marszu oddziały brygady przemieszały się i częściowo się pogubiły. Po osiągnięciu rejonu Głowna, płk dypl. Jerzy Grobicki przekazał dowodzenie brygadą ppłk. dypl. Władysławowi Płonce, a sam wyruszył na poszukiwanie przełożonych i nie zdołał już wrócić do brygady. Do 22 puł. dołączył  3 szwadron 20 pułku ułanów. 10 września w tym składzie 22 puł. maszerował przez Puszczę Kampinoską i dotarł do Modlina.
Stąd skierowano go do Otwocka, gdzie 12 września zostało włączone w skład „nowej" Kresowej Brygady Kawalerii. Już następnego dnia zgrupowanie ppłk. dypl. Płonki odłączyło się od sił głównych brygady i pomaszerowało na Chełm. 18 września w rejonie Chełma napotkano trzy szwadrony 1pułku szwoleżerów oraz część 1 dywizjonu artylerii konnej. Byli tam też, poszukujący swoich oddziałów, dowódca 12 pułku ułanów ppłk Andrzej Kuczek i dowódca pułku kawalerii KOP ppłk Feliks Kopeć. Wówczas ppłk dypl. Władysław Płonka utworzył grupę kawalerii pod swoim dowództwem.
24 września grupa pomaszerowała w kierunku na Krasnystaw i dalej na południowy zachód. 27 września 1939 weszła w skład nowo utworzonej grupy wojsk płk. dypl. Tadeusza Zieleniewskiego i w jej składzie maszerowała w „korytarzu” pomiędzy ustępującymi wojskami niemieckimi i nadchodzącymi wojskami sowieckimi w kierunku granicy polsko-węgierskiej. 29 września stoczono bój z ariergardami niemieckiej 27 Dywizji Piechoty w okolicach Dzwoli i Krzemienia. Doszło do pertraktacji z Niemcami. Zgodzono się jedynie na wymianę jeńców, zebranie rannych i poległych. Przed zmrokiem, z uwagi na zbliżanie się sowieckiej kawalerii, na rozkaz płk. Płonki, oddziały przerwały walki z Niemcami i pomaszerowały na południe. Wysyłane patrole i podjazdy stwierdzały, że dalszy marsz w kierunku na Karpaty jest niemożliwy. Morale żołnierzy obniżyło się, a brak żywności i amunicji ograniczał możliwość dalszej walki. Następnego dnia okazało się, że linia Sanu jest obsadzona przez oddziały niemieckie, natomiast ze wschodu i północnego wschodu podchodzą oddziały sowieckie. W tym położeniu zapadła decyzja o kapitulacji wobec oddziałów sowieckich. Nastąpiła ona 2 października w Bukowcu pod Biłgorajem.
| Struktura organizacyjna i obsada personalna we wrześniu 1939 | Struktura organizacyjna i obsada personalna we wrześniu 1939 | Struktura organizacyjna i obsada personalna we wrześniu 1939 |
| Stanowisko etatowe                                           | Stopień, imię i nazwisko                                     | Uwagi                                                        |
| ------------------------------------------------------------ | ------------------------------------------------------------ | ------------------------------------------------------------ |
| dowódca pułku                                                | płk dypl. kaw. Władysław Płonka                              | Grupa Kawalerii „Chełm” †1940 Charków                        |
| zastępca dowódcy pułku                                       | mjr kaw. Mieczysław Kozanecki                                | †11 IX 1939 Babsk                                            |
| kwatermistrz                                                 | rtm. Leopold Letyński                                        | †1940 Charków                                                |
| adiutant i dowódca szwadronu gospodarczego                   | rtm. Wincenty Ośmiałowski                                    | Grupa Kawalerii „Chełm” †1940 Charków                        |
| lekarz weterynarii                                           | kpt. lek. wet. Stefan Polankiewicz                           | Grupa Kawalerii „Chełm” †1940 Charków                        |
| dowódca 1 szwadronu                                          | rtm. Czesław Florkowski                                      | Grupa Kawalerii „Chełm”, niewola sowiecka                    |
| dowódca 2 szwadronu                                          | por. kaw. Kazimierz Józef Witold Łopuszański                 | Grupa Kawalerii „Chełm” †1940 Katyń                          |
| dowódca 3 szwadronu                                          | rtm. Bazyli Marcisz                                          |                                                              |
| dowódca 4 szwadronu                                          | por. kaw. Stanisław Zbigniew Kuczera                         |                                                              |
| dowódca szwadronu ckm                                        | por. kaw. Jan Baptysta Pawłowski                             | †1940 Katyń                                                  |

### Mapy walk pułku

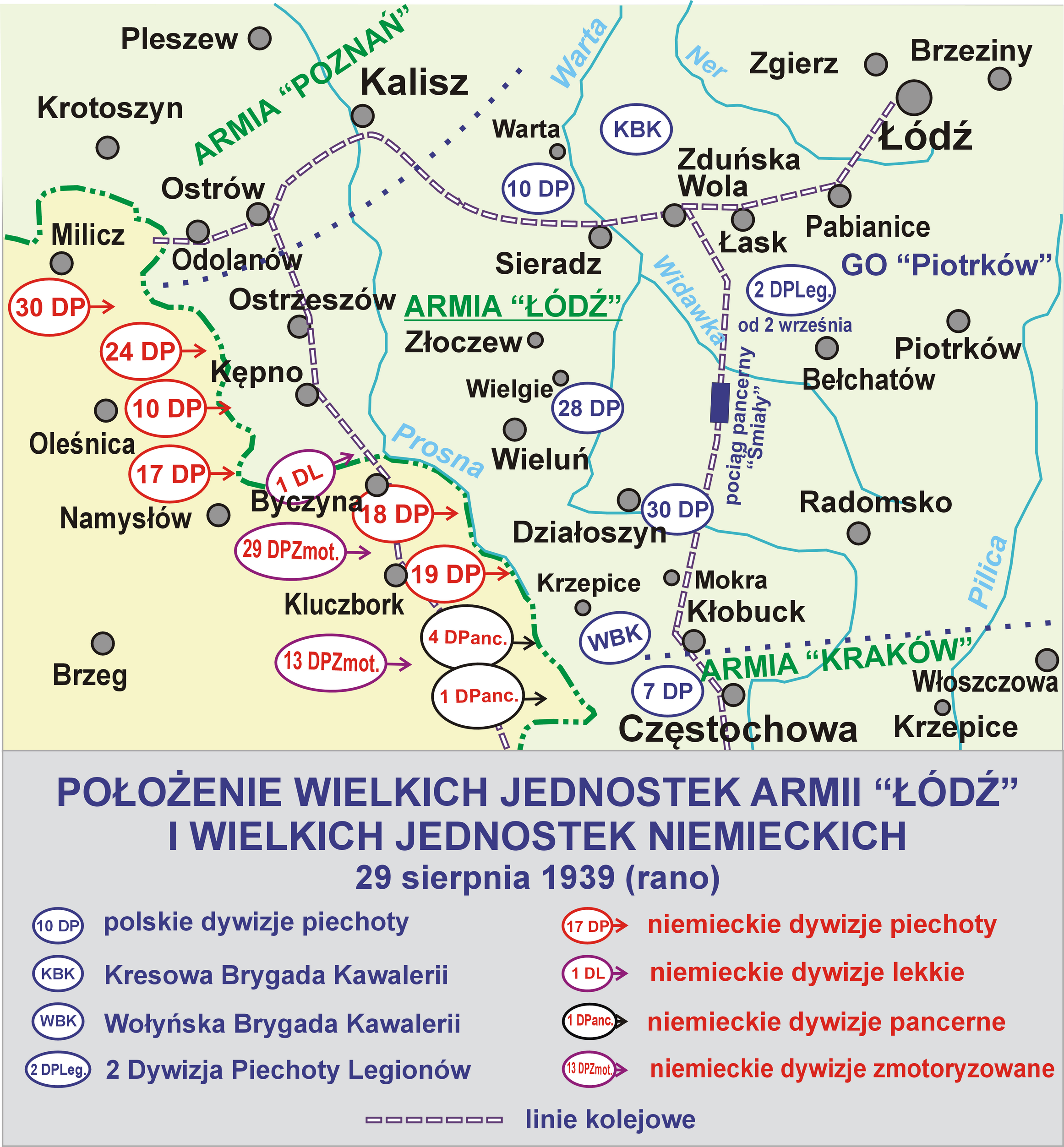
Pułk walczył w składzie Kresowej BK
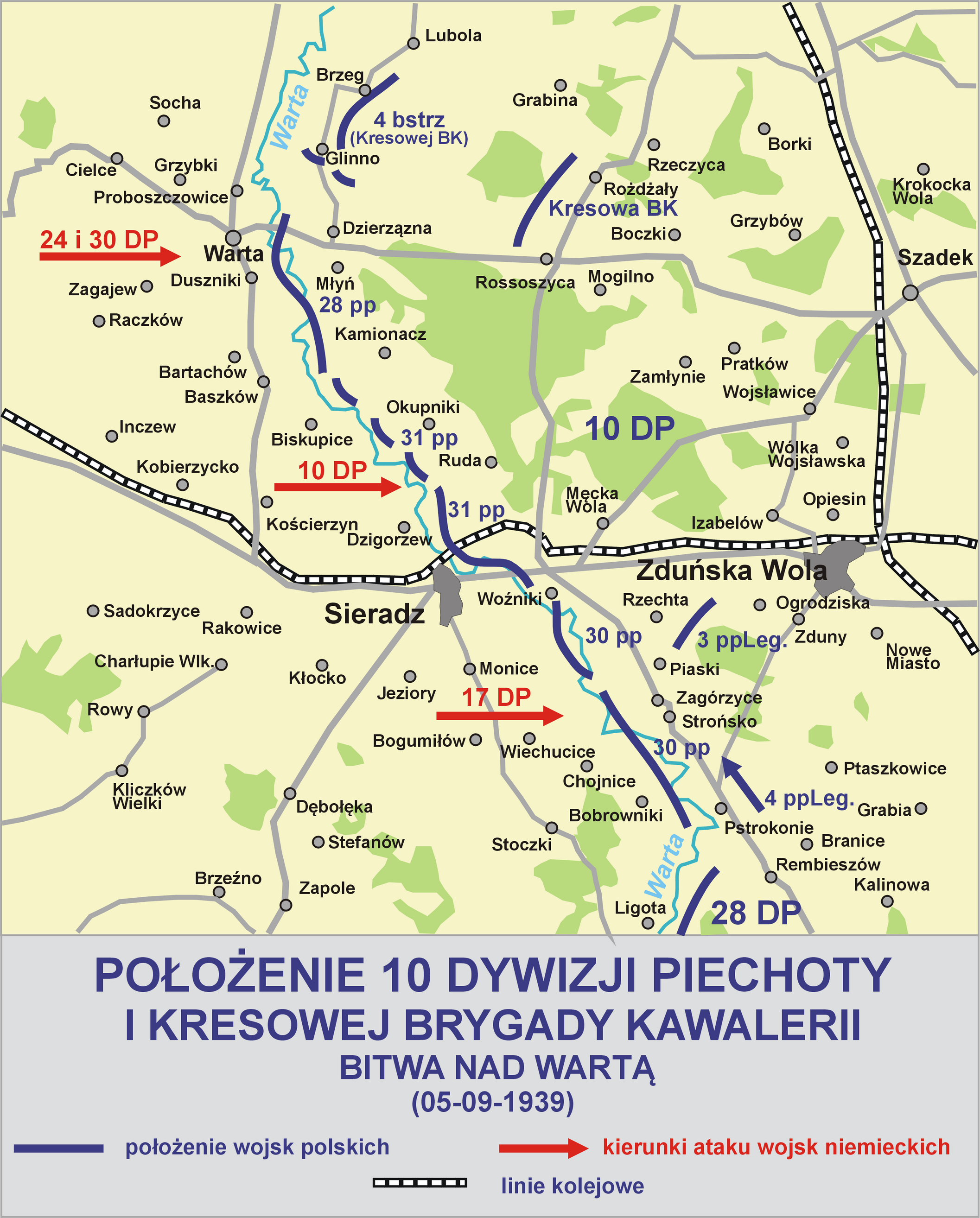

## Symbole pułkowe

### Sztandar
Grono przemysłowców Borysławia postanowiło ofiarować pułkowi sztandar. Po zatwierdzeniu projektu sztandaru przez władze 23 października 1923 w Przemyślu odbyło się jego uroczyste wręczenie, którego dokonał inspektor Armii gen. broni Lucjan Żeligowski. Pośrodku prawej strony sztandaru widnieje Biały Orzeł otoczony złotym wieńcem, a w rogach monogramy pułku okolone wawrzynem. Po lewej stronie sztandaru widnieje napis „Honor i Ojczyzna”, który jest otoczony wieńcem laurowym. W rogach znajdują się: herby Lwowa z napisem „209 pułk ułanów podkarpackich – 25.VII 1920” i Lublina z napisem „212-y pułk ułanów Lubelskich – 25.VIII 1920”. W dolnej części emblemat górniczy z napisem „22-i pułk ułanów – 10.I 1921” oraz wizerunek św. Barbary z napisem „1922”.

### Odznaka pamiątkowa
10 lutego 1925 Minister Spraw Wojskowych, generał dywizji Władysław Sikorski zatwierdził wzór odznaki pamiątkowej 22 pułku ułanów. Odznaka o wymiarach 50x50 mm (od 1928 – 37x37 mm) ma kształt zbliżony do krzyża maltańskiego o złotych krawędziach, którego ramiona pokryte są białą emalią z czerwonym trójkątem. Na środku krzyża nałożona czerwona tarcza z białym emaliowanym godłem wz. 1919. Między ramionami krzyża krąg w kształcie srebrnych promieni nawiązujących do promieni słońca w herbie Podola. Odznaka dwuczęściowa, wykonana w srebrze lub w tombaku srebrzonym, emaliowana. Autorem projektu odznaki był porucznik Stefan Oskar Pronaszko, a wykonawcą Wiktor Gontarczyk z Warszawy.

### Barwy
3 maja 1921 Minister Spraw Wojskowych, generał porucznik Kazimierz Sosnkowski „zatwierdził dla 22 p.uł. (b. 209 p.uł.) proporczyk biały z amarantowym trójkątem przy drzewcu”.
| Proporczyk | Opis                                                         |
| ---------- | ------------------------------------------------------------ |
|            | proporczyk biały z amarantowym trójkątem przy drzewcu        |
|            | proporczyk dowództwa w 1939                                  |
|            | proporczyk 1 szwadronu w 1939                                |
|            | proporczyk 2 szwadronu w 1939                                |
|            | proporczyk 3 szwadronu w 1939                                |
|            | proporczyk 4 szwadronu w 1939                                |
|            | proporczyk szwadronu ckm w 1939                              |
|            | proporczyk plutonu łączności w 1939                          |
| Inne       | Opis                                                         |
|            | Na czapce rogatywce – otok biały                             |
|            | Szasery ciemnogranatowe z białymi lampasami i białą wypustką |
|            | „Łapka” (do 1921) – karmazynowa                              |

### Żurawiejki
| Śmierdzą naftą, robią długi, to jest pułk „Dwudziesty drugi”.              | Tańczą świetnie i namiętnie, panny ich całują chętnie. | Piją wino robią długi To jest pułk „Dwudziesty drugi”. |
| Po każdej zwrotce: Lance do boju, szable w dłoń, bolszewika goń, goń, goń! |                                                        |                                                        |

## Podkarpaccy ułani

### Dowódcy i zastępcy dowódcy pułku
| Dowódcy pułku                                         | Dowódcy pułku          | Dowódcy pułku                       |
| Stopień, imię i nazwisko                              | Okres pełnienia służby | Kolejne stanowisko                  |
| ----------------------------------------------------- | ---------------------- | ----------------------------------- |
| płk Władysław Belina-Prażmowski                       | 24 IX 1920 –           |                                     |
| mjr Romuald Niementowski                              | I 1921 – V 1921        |                                     |
| ppłk / płk kaw. Władysław Fibich                      | V 1921 – 31 XII 1926   | dyspozycja dowódcy OK VI            |
| ppłk dypl. kaw. Jerzy Grobicki                        | 31 XII 1926 – I 1930   | wykładowca WSWoj.                   |
| ppłk / płk dypl. Stanisław Rostworowski               | I 1930 – VII 1935      | stan spoczynku z dniem 31 VIII 1935 |
| ppłk kaw. Eugeniusz Jasiewicz                         | 4 VII 1935 – 1937      | komendant miasta Łodzi              |
| płk dypl. kaw. Władysław Płonka                       | 1937 – IX 1939         |                                     |
| Zastępcy dowódcy pułku (od 1938 – I zastępca dowódcy) |                        |                                     |
| Stopień, imię i nazwisko                              | Okres pełnienia służby | Kolejne stanowisko                  |
| rtm. Henryk Towarnicki                                | IX 1920 –              |                                     |
| ppłk Władysław Rozlau                                 | 25 VII 1922 – 1923     | dowódca 21 puł                      |
| ppłk tyt. płk kaw. Jan Bronikowski                    | do 20 X 1923           | zastępca dowódcy 12 puł             |
| ppłk kaw. Michał Cieński                              | IV 1924 – I 1927       | dyspozycja dowódcy OK VI            |
| mjr / ppłk kaw. Mikołaj Prus-Więckowski               | II 1927 – III 1929     | dowódca 4 psk                       |
| mjr dypl. kaw. dr Mieczysław Grużewski                | 6 VII 1929 - I 1931    |                                     |
| ppłk kaw. Eugeniusz Józef Jasiewicz                   | I 1931 – VII 1935      | dowódca pułku                       |
| mjr / ppłk dypl. kaw. Aleksander Niedziński           | od VIII 1935           |                                     |
| mjr dypl. kaw. Romuald Stankiewicz                    | 1939                   |                                     |

### Żołnierze 22 pułku ułanów - ofiary zbrodni katyńskiej
Biogramy ofiar zbrodni katyńskiej znajdują się między innymi w bazach udostępnionych przez Ministerstwo Kultury i Dziedzictwa Narodowego oraz Muzeum Katyńskie.
| Nazwisko i imię        | stopień              | zawód              | miejsce pracy przed mobilizacją | zamordowany |
| ---------------------- | -------------------- | ------------------ | ------------------------------- | ----------- |
| Karczewski Kazimierz   | porucznik rezerwy    | nauczyciel         | gimnazjum                       | Charków     |
| Konopko Eugeniusz      | porucznik rezerwy    | urzędnik           | pracował w Tarnopolu            | ULK         |
| Letyński Leopold       | rotmistrz            | żołnierz zawodowy  |                                 | Charków     |
| Łopuszański Kazimierz  | porucznik            | żołnierz zawodowy  |                                 | Katyń       |
| Ośmiałowski Wincenty   | rotmistrz            | żołnierz zawodowy  |                                 | Charków     |
| Pawłowski Jan Baptysta | porucznik            | żołnierz zawodowy  |                                 | Katyń       |
| Pełka Stanisław        | porucznik rezerwy    | nauczyciel         |                                 | Charków     |
| Szczeniowski Władysław | podporucznik rezerwy | urzędnik           | pracował w Lublinie             | Katyń       |
| Szeptycki Andrzej      | podporucznik rezerwy | prawnik            |                                 | Katyń       |
| Załęski Jan            | porucznik rezerwy    | inżynier architekt |                                 | Charków     |
| Zimmer Leopold         | porucznik            | żołnierz zawodowy  |                                 | Katyń       |

## Upamiętnienie

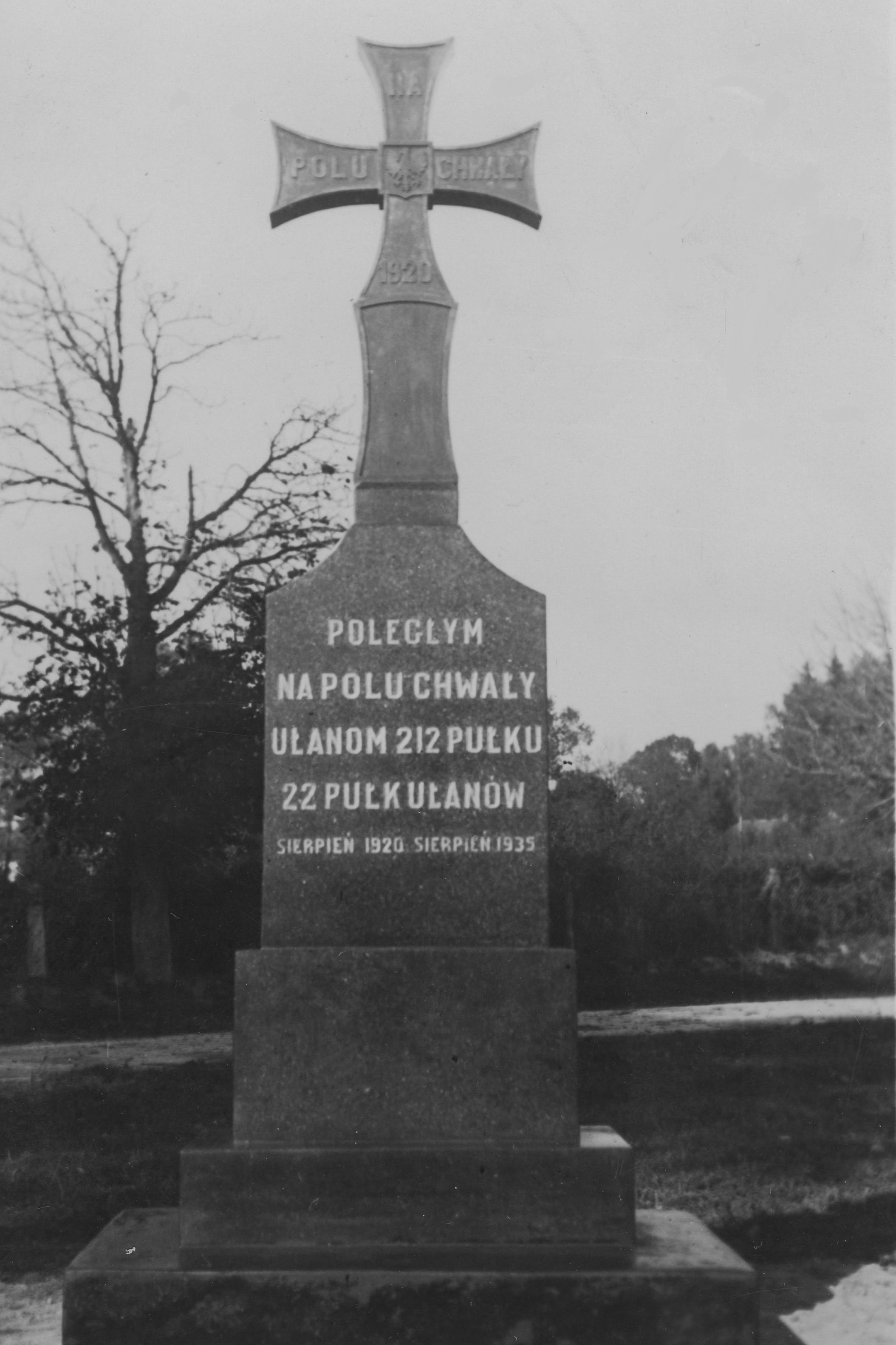
Skrzeszew - pomnik ku czci żołnierzy 22 pułku ułanów poległych w 1920